# پریگورودنویه (استان آمور)
پریگورودنویه (به لاتین: Prigorodnoye) یک منطقهٔ مسکونی در روسیه است که در استان آمور واقع شده‌است.